# Godo
Godo o il Godo (pronunciato Gódo) è una frazione del comune di Russi, nella provincia di Ravenna. Il centro abitato ha una popolazione di 1 579  persone, mentre nel territorio della frazione vivono 2 340  abitanti.

## Storia
Nato a seguito del passaggio dei Goti nel dirigersi a Ravenna. Essi guadarono il fiume Lamone, occupante il tratto corrispondente all'attuale via Faentina, e il luogo prese il nome di Vado Gotorum, da cui Godo.

## Monumenti

### Pieve di Santo Stefano in Tegurio
La prima menzione della chiesa si trova in un documento dell'anno 963, nel quale viene citata coi nomi di San Stefano in Tegurio e Tugurio a Vado Gothorum (Tegurio era il nome dell'attuale fiume Lamone, che all'epoca scorreva presso Godo, a differenza del percorso odierno). Si ritiene che sia stata edificata nell'VIII secolo.

Nel tempo il nome assunse la forma di San Stefano del Godo.

L'aspetto attuale dell’edificio è il risultato della ricostruzione successiva ai bombardamenti della Seconda guerra mondiale.

## Sport

### Baseball
La frazione è rappresentata nel massimo campionato italiano di baseball, la Italian Baseball League, dalla De Angelis Baseball Godo.
Sul "diamante" dello stadio Antonio Casadio di Via Rivalona sono stati disputati due ottavi di finale del campionato mondiale di baseball 2009 il 15 settembre 2009 (Taipei-Australia 5-4) e il 18 settembre 2009 (Canada-Antille Olandesi 19-2).

## Infrastrutture e trasporti

### Ferrovie
Il centro abitato sorge in prossimità della ferrovia Ravenna-Castel Bolognese e della Ravenna-Faenza ed è provvisto di una propria stazione ferroviaria.